# كاثي برودسكي
كاثي برودسكي (بالإنجليزية: Kathy Brodsky)‏ هي كاتِبة وكاتبة للأطفال أمريكية، ولدت في 8 يناير 1945.

## وصلات خارجية
- الموقع الرسمي